# Pietro Paolo Floriani
Pietro Paolo Floriani (geb. 26. April 1585 in Macerata; gest. 27. Mai 1638 in Ferrara) war ein italienischer Ingenieur und Architekt, der Militär- und Theatergebäude entwarf. Die Malteser Stadt Floriana ist nach ihm benannt.

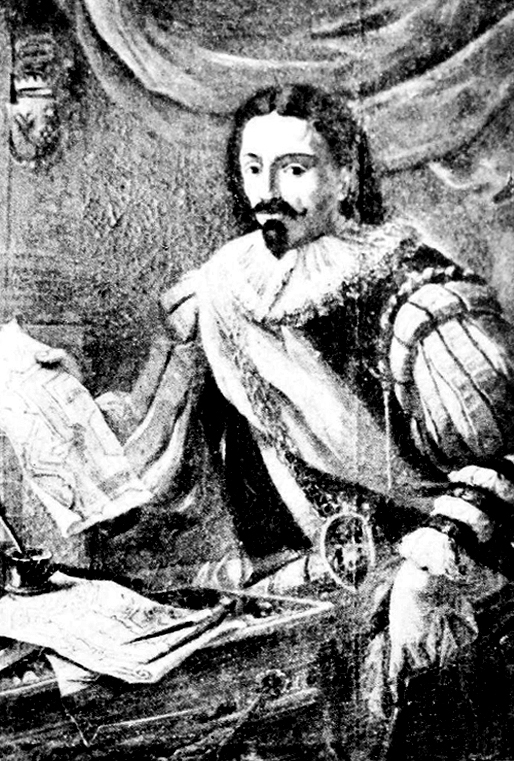
Porträt Florianis

## Leben und Werk
Floriani wurde am 26. April 1585 in Macerata als Sohn von Pompeo Floriani und Claudia Rotelli geboren. Im Jahr 1606 heiratete er Maria Fedeli, die bereits 1608 bei der Geburt der gemeinsamen Tochter Camilla starb. Er kam 1608 nach Crema, wo er eine Anstellung durch den Gouverneur der Stadt Orazio del Monte bekam. 1611 ging er nach Pesaro und im Jahr darauf war er bereits bei der Oberschicht von Macerata hoch angesehen.
Im Herbst 1612 ließ sich Floriani in Madrid nieder, wo König Philip III. ihn mit einigen Projekten beauftragte. Darunter war der Auftrag, die Festungen von Algier zu erkunden, um eine Einnahme der Stadt zu planen. Im Jahr 1617 wurde er zu Pedro Álvarez de Toledo, dem Gouverneur von Mailand, geschickt, der ein weitläufiges Verteidigungsprojekt begonnen hatte. Floriani blieb ungefähr ein Jahr in Mailand.
Im selben Jahr während des Mantuanischen Erbfolgekrieges nahm er an der Verteidigung der Festung von San Germano Vercellese unter der Order von Tommaso Caracciolo teil, er wirkte am Wiederaufbau der dortigen Stadtmauer mit.
Als der König von Spanien ihn zur Rückkehr zum Algiers-Projekt einlud, lehnte er dies ab, weil er von Erzherzog Leopold V. beauftragt worden war, die Stadt Brisach in Ungarn zu befestigen. Dann nahm er Teil am Ausbau der Verteidigung von Bratislava und von Wien. Er war 1620 bei der Schlacht am weißen Berg zugegen. Floriani widmete sich den Festungen in Esztergom und Altenburg.
Im Dezember 1627 wurde er zum stellvertretenden Kastellan der Engelsburg in Rom ernannt. Er heiratete Lucrezia Gardina, die Witwe von Lorenzo Costa. Anfang 1629 erhielt er von Carlo Barberini einen Auftrag und ging nach Ferrara. Dort vollendete er den Befestigungsgürtel der Stadt und andere Befestigungen im Umkreis. Er arbeitete auch für Papst Urban VIII.
1630 veröffentlichte er eine Fassung seines Traktates Sulla difesa et offesa delle piazze.
Im Jahr 1635 bekam er von Kardinal Fabio Chigi (der spätere Papst Alexander VII.) den Auftrag, die Verteidigungsarchitektur von Malta zu modernisieren. Es bestand die Gefahr eines neuen Angriffs der Osmanen. Durch den Großmeister des Malteserordens Antoine de Paule wurde er für zwei Jahre mit der Aufgabe betraut, die landseitigen Ausbau der Festung von Valletta zu planen. Er entwarf eine Fortifikationslinie, die als Floriana Lines bekannt wurde. Zwischen Valletta und der neuen Festung entstand ein neuer Ort, der nach ihm Floriana genannt wurde.

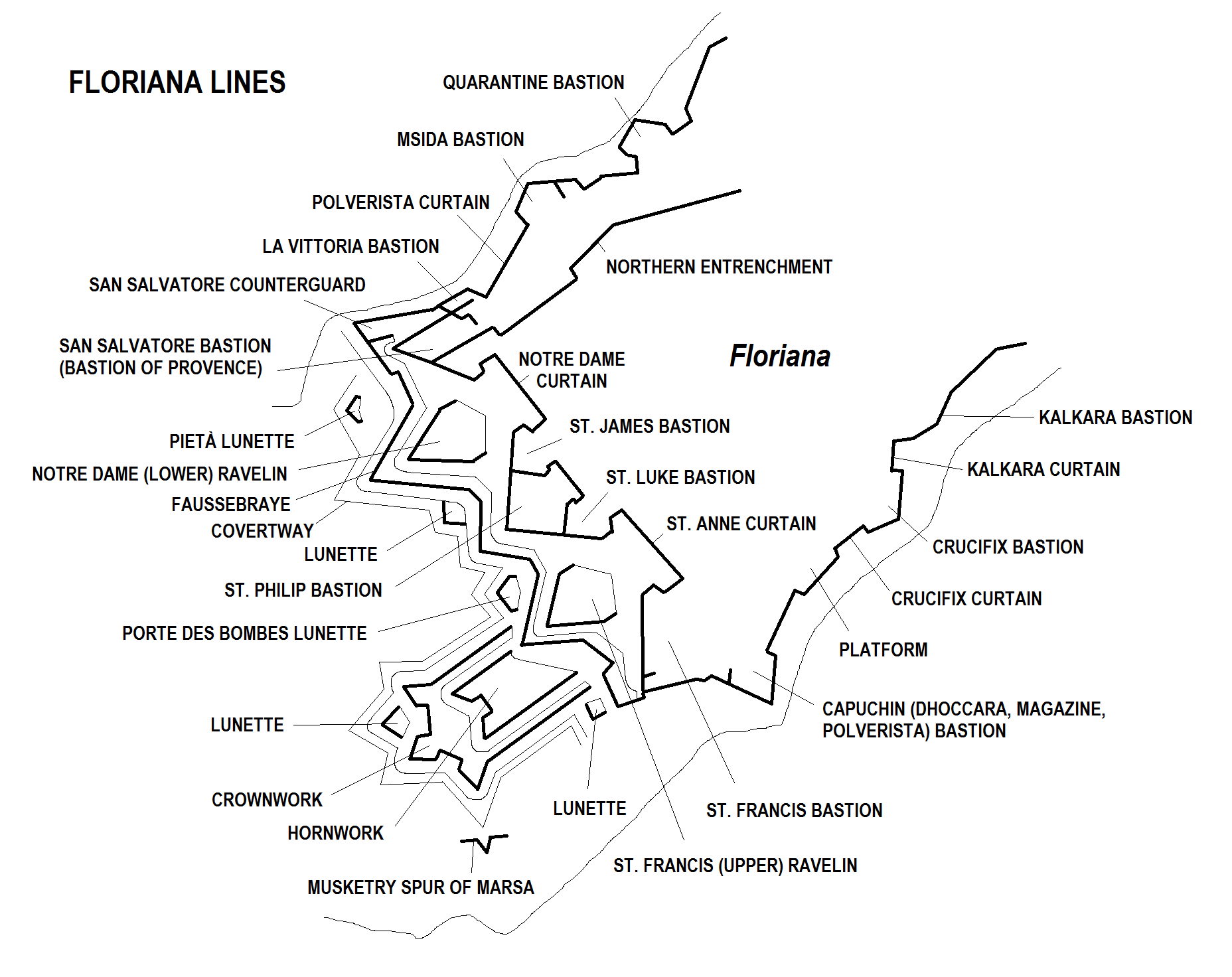
Floriani entwarf die Floriana Lines.

Floriani ging 1637 nach Rom und nach Macerata, bevor er wieder nach Ferrara gerufen wurde. Dort starb er am 27. Mai 1638. Floriani schrieb in seinem Testament von 1632, dass er mit seinem 1630 verstorbenem Bruder in der Kirche Santa Croce in Macerata beerdigt werden wollte. Die Kirche wurde 1799 durch die Franzosen zerstört.

## Vermächtnis
Floriana wurde eine Schlüsselfigur für seinen Herkunftsort Macerata. Seine vielschichtige Persönlichkeit enthüllte sich in zwei annotierten Manuskripten mit Skizzen von Theaterszenen.
Bekannt ist er vor allem als Namensgeber von Floriana und als Architekt der dortigen Floriana Lines. 2005 wurde eine Dokumentation über sein Leben gedreht, die auch einige fiktionale Momente enthielt.
Floriana wurde 2007 Partnerstadt von Macerata. Außerdem wurde auf dem Pjazza Robert Samut eine Statue des Architekten errichtet. Das Monument wurde von dem jungen Malteser Architekten Chris Ebejer entworfen und am 17. April 2009 enthüllt.